# Conca del Bertazzolo

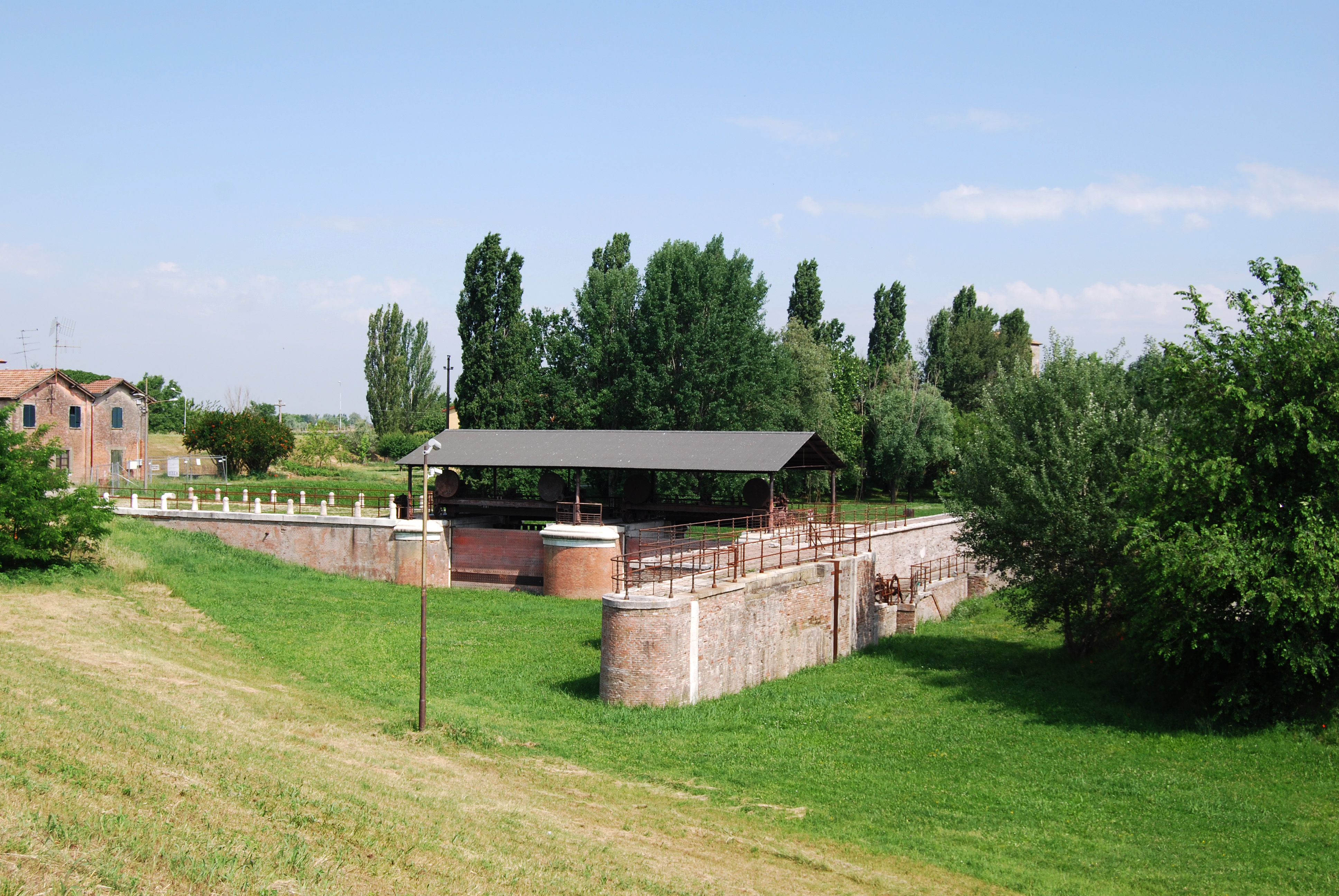
Governolo, conca del Bertazzolo.

La conca del Bertazzolo (o conca San Leone) era un'opera idraulica situata a Governolo, in provincia di Mantova.
Venne costruita dall'ingegnere Alberto Pitentino nel 1198 sul Mincio per assicurare la stabilità del livello dei laghi di Mantova.
Nel 1608 Gabriele Bertazzolo, su disposizione del duca di Mantova Vincenzo I Gonzaga, avviò i lavori di costruzione del nuovo impianto, destinato a evitare l'abbassamento del livello dei laghi e al tempo stesso impedire che, in caso di piena del Po, le sue acque torbide risalissero il Mincio. I lavori terminarono nel 1618. Nel 1750 l'ingegnere Antonio Maria Azzalini  disegnò e iniziò i lavori di ristrutturazione della conca, , ma il progetto non fu portato a termine.
La conca del Bertazzolo rimase operativa fino agli anni 1950-1960, quando venne dichiarata inagibile.